# Vildtbane
En vildtbane er et stort samlet jagtdistrikt. De mest kendte var forbeholdt kongen. Han afholdt jagter med hovbønderne som klappere. Bønderne måtte også finde sig i, at vildtet græssede på markerne. 
Begrebet går tilbage til 1200-tallet, men især Frederik 2. samlede store områder ved mageskifter af det gamle klostergods, og den Nørrejydske vildtbane strakte sig fra Horsens til Viborg, med Skanderborg som centrum.
Skanderborg var nok det distrikt, der var rigest på vildt, og der var store mængder vildsvin, men man jagtede også ulve. 
Der blev i 1742 opsat vildtbanesten af granit omkring hele Skanderborg vildtbane, der var blevet reorganiseret i forbindelse med oprettelsen af rytterdistriktet.
Også i Koldinghus Len besad kongen en stor vildtbane, og i annalerne findes mange beretninger om behandlingen af skovtyve og krybskytter. 
Blev en adelsmand grebet i ulovlig jagt på en kongelig vildtbane kom han i fængsel, mens alle andre blev hængt. Bøndernes hunde skulle have det ene forben hugget af ved knæet, så de ikke kunne jage på forbudte områder. 
Som tilholdssted for kongerne i forbindelse med jagterne lå der rundt i områderne en række jagthuse eller kongsgårde. Ved Grønbæk kan man se de udgravede ruiner af en sådan, der i øvrigt kaldes Erik Glippings Jagthytte, idet Erik Glipping ifølge overleveringen overnattede her natten før mordet i Finderup Lade. Jagthusene fungerede ofte som herberg for kongerne under rejse. I arkiverne har man fundet adskillige kongebreve, som er udstedt under ophold på kongsgården i Kragelund, og foruden de her nævnte to steder ved man, at der har været kongelige jagtgårde i Sdr. Vissing, Rye, Them, Løgager og Sebstrup.
Vildtbanesten er i lighed med milepæle fredede.